# Yumiko Ishihama
Yumiko Ishihama en japonés: 石濱裕美子, romanizado: Ishihama Yumiko, nacida en 1962 en Tokio, es una tibetóloga, historiadora japonesa en la universidad de Waseda y autora de varias obras sobre el Tíbet.

## Biografía
Yumiko Ishihama fue invitada a la conferencia sobre la Historia del Tíbet organizada por John Billington, redactor jefe del boletín de la Tibet Society of the United Kingdom, y  un comité de académicos en Saint Andrews (Escocia), en homenaje a Hugh Edward Richardson, celebrada en septiembre de 2001. Presentó su trabajo demostrando que en el siglo XVIII tibetanos, mongoles y manchúes compartían una concepción común del término «gobierno budista», lo que implicaba para ellos una relación simbiótica entre la religión y el Estado estableciendo una base diplomática tanto en tiempos de paz como en tiempos de guerra.
Yumiko Ishihama es autora de varios libros sobre budismo tibetano, cultura tibetana e historia del Tíbet, Mongolia y Manchuria, y de traducciones al japonés de 14 libros del Dalai Lama, entre ellos El significado de la vida y la iniciación del Kalachakra: para la paz en el mundo. Es profesora en la Universidad de Waseda y ha dado varias conferencias a un público japonés sobre estos temas.
Yumiko Ishihama fue invitada como conferenciante de honor en el Save Tibet Asia Pacific Forum, donde Kesang Yangkyi Takla fue el orador principal y asistieron representantes de las asociaciones de apoyo tibetanas, incluidos parlamentarios australianos, taiwaneses y japoneses, que se celebró en la sala Gakkushi Kaikan en Yūrakuchō en Tokio el 2 de julio de 2008, poco después de los disturbios en el Tíbet de 2008.
Ishihama compartió el estrado con Tempa Tsering, ministro y representante de la oficina del Dalai Lama en Nueva Delhi; se dirigió a los estudiantes japoneses el 6 de abril de 2010 durante su segunda visita a Japón en el salón público de Yotsuya (Tokio) sobre el tema del Tíbet. Recordó las principales líneas de la historia tibetana desde la perspectiva intelectual japonesa.
Dio una conferencia a los japoneses sobre la historia del budismo y la cultura tibetana que se celebró en la Oficina del Tíbet en Japón el 27 de mayo de 2017.

## Recepción
En 1993, la tibetóloga Anne Chayet publicó una reseña en la revista Revue bibliographique de sinologie, el artículo A Study of the Seals and Titles Conferred by the Dalai Lamas, publicado en 1992 por Ishihama Yumiko.
Para la antropóloga brasileña Ana Cristina O. Lopes, Ishihama mostró en un artículo publicado en 1993 que ya se hacía referencia a la creencia según al cual el Dalai Lama es una manifestación de Avalokiteśvara en la biografía del primer Dalai Lama escrita en 1494.
Para el escritor Patrick French, Yumiko Ishihama demostró con elementos de fuente manchú que el primer principio de la intervención del emperador Kangxi en el Tíbet a principios del siglo XVIII era proteger las enseñanzas budistas.
Según la historiadora del arte Isabelle Charleux, Yumiko Ishihama demostró que Qianlong adoraba a Sitâpatrâ, una divinidad tutelar de los Qing.
En su reseña publicada en The Journal of Asian Studies, Lan Wu considera The Qing Dynasty and the Tibetan Buddhist World: The Qianlong Emperor Who Became a Buddhist King como una obra destacada que contribuye al debate en curso sobre las relaciones de China con de la dinastía Qing y el mundo del budismo tibetano.
Describiendo las obras de tibetología, el escritor Alexander Norman señala que en Japón, Yumiko Ishihama ha publicado obras notables.

## Publicaciones

### Tesis
- 1984, On the rJe btsun dam pa QutuG tu.

### Libros
- 1999: Zusetsu Tibet Rekishi Kikou. Illustrated Tibetan history Journey (en japonés). Photo Kazuo Nagahashi. Tokio: Kawade Shobo Shinsha. 1999.
- 2001: Tibeto Bukkyô Sekai no Rekishiteki Kenkyū. [Historical studies on the Tibetan Buddist world] (en japonés). Tokio: Toho Shoten. 20013.
- 2010: Attract the world Tibetan Buddhism from Rudyard Kipling to Richard Gere (en japonés). Tokio: Sanwa. 2010.
- 2011: Shinchō to Chibetto Bukkyō: bosatsuō to natta Kenryūtei [La dinastía Qing y el mundo budista tibetano: El Emperador Qianlong que se convirtió en rey budista] (en japonés). Tokio: Waseda University Press. 2011.

#### Coescritos, editados, supervisados
- 1986: Annoted Translation Of Thukwan's shel gyi me long the Mongolian History, Toyobunko.
- 1986: A Comparative Table of Sa-bcad of the Pramanavarttika Found in Tibetan Commentaries on the Pramanavarttika. Toyobunko.
- 1989: A New Critical Edition of the Mahavyutpatti, Toyobunko.

#### Traducciones
- 石濱裕美子・訳『ダライ・ラマの仏教入門―心は死を超えて存続する (en japonés). 光文社. 』Kōbunsha. 2000 [1995]. ISBN 4-334-97096-6. ISBN 4-334-78005-9 (Le Sens de la vie)
- 『ダライ・ラマの密教入門 秘密の時輪タントラ灌頂を公開する』石浜裕美子訳 光文社 [Kalachakra Tantra Rite of Initiation] (en japonés). 同知恵の森文庫. 2001 [1995].

#### Artículos
- «A Study of the Seals and Titles Conferred by the Dalai lamas». Tibetan Studies: Proceedings of the 5th Seminar of the International Association for Tibetan Studies (en inglés) (Narita): 501-514. 1992. OCLC 695146663.
- Chayet, Anne (1 de enero de 1992). «Compte Rendu. Ishihama Yumiko, "A Study of the Seals and Titles Conferred by the Dalai lamas"». Bibliographique de Sinologie (HAL CCSD) 10: 91-92. ISSN 0080-2484. OCLC 6178374635.
- McKay (2003) [1993]. «On the dissemination of the belief in the Dalai Lamas as a manifestation of the Bodhisattva Avalokitesvara». Reproducido en History of Tibet, vol 1 (The Early Period: To 850 ; the Yarlung Dynasty). Acta Asiatica (en inglés) (Routledge) (64): 38-56. ISBN 041530842 |isbn= incorrecto (ayuda).
- «New Light on the 'Chinese Conquest of Tibet' in 1720 (Based on the New Manchu Sources)». Proceedings of the 7th Seminar of the International Association for Tibetan Studies, Graz 1995 (en inglés): 419-426. 1997.
- «Japanese research on Tibetan history, 1985-98». Asian Research Trends (Tokio) (9): 19-33. 1999.
- McKay, Alex, ed. (2003). «The Conceptual Framework of the dGa'-ldan's War Based on the beye dailame wargi amargi babe necihiyeme toktobuha bodogon i bithe, Buddhist Government' in the Tibet-Mongol and Manchu Relationship». Tibet and Her Neighbours: A History (en inglés) (Londres: Édition Hansjorg Mayer): 157-165.
- Christoph Cüppers, ed. (2004). «The Notion of "Buddhist Government" (chos srid) Shared by Tibet, Mongol and Manchu in the Early 17th Century». The Relationship Between Religion and State (chos srid zung 'brel) in Traditional Tibet.(Proceedings of a Seminar Held in Lumbini, Nepal, March 2000) (en inglés): 15-31.
- «The Dalai Lama as the cakravarti-rāja as Manifested by the Bodhisatva Avalokiteśvara». Cahiers d'Extrême-Asie, 24, (Bilingual Journal of the École française d'Extrême-Orient (en inglés). 2015.